# Instituto de Cultura Artística
El Instituto de Cultura Artística (en ruso: Институт Художественной Культуры, Institut Judózhestvennoy Kultury, también conocido por los acrónimos ИНХУК, INJUK o Inkhuk) fue una organización artística rusa fundada en Moscú en marzo de 1920, basada en la teoría y la investigación de las perspectivas artísticas en Rusia después de la Revolución de Octubre,  y que estuvo  en funcionamiento hasta la primavera de 1924, cuando fue disuelto por el gobierno soviético poco después de la muerte de Lenin. La organización sucesora fue el GuINJUK (en ruso: ГИНХУК - Государственный институт художественной культуры, Instituto estatal de cultura artística). 

## Historia

### Orígenes
El Instituto de Cultura Artística fue establecido bajo la autoridad de Narkomprós (Comisariado del Pueblo para la Educación) y financiado a través del Departamento de Bellas Artes (IZO). En mayo de 1920, Anatoli Lunacharski nombró a Vasili Kandinski como su primer director. David Shterenberg, quien en ese momento era el director de IZO, declaró: «Organizamos el INJUK como una célula para la determinación de hipótesis científicas sobre cuestiones de arte».: 23  En su primer año, atrajo a unos 30 artistas visuales, arquitectos, músicos y críticos de arte. Muchos de ellos también enseñaron en Vjutemás y publicaron en la revista LEF.: 23   Una de las consecuencias de la financiación estatal fue que se levantaban actas taquigráficos, originalmente redactadas por Varvara Stepánova y, después de 1921, por Nikolái Tarabukin. Fueron publicadas en 1979 por Selim Khan-Magomedov.: 28 
Se abrieron dos sucursales en Petrogrado (hoy San Petersburgo) y Vítebsk, cuyos directores respectivos fueron Vladímir Tatlin y Kazimir Malévich.
Entre los primeros miembros activos figuraban en especial Varvara Búbnova, Robert Falk, Liubov Popova, Borís Koroliov, Aleksandr Ródchenko, Aleksandr Shenshin, Oleksandr Shevchenko, Varvara Stepánova o Gustav Klutsis.

### Programa inaugural de Kandinski

En gris (1919) de Kandinski, expuesto en la 19.ª Exposición Estatal, Moscú, 1920

Kandinski presentó el Programa Inaugural en junio de 1920 en una conferencia con delegados de los Svomas (Talleres Artísticos Estatales Libres). Un elemento central de su presentación fue la idea de una  «ciencia del arte» mediante la cual investigaría los «elementos fundamentales» del arte en general, así como los más específicos «elementos complementarios» que estarían menos generalizados, incluso dentro de un medio específico. La organización se compondría de tres «secciones», cada una dedicada a estudios específicos:: 29 
- Investigación de los elementos fundamentales de la pintura, la escultura, la arquitectura, la música, la danza y la poesía.
- Investigación de las formas intrínsecas, orgánicas y sintéticas con las que se vinculan las diferentes artes.
 (El pintor  Paul Mansouroff estuvo a cargo de 1921 a 1928.[7])
- investigación en arte monumental, que Kandinski predijo se convertiría en el arte del futuro.

Sin embargo, no salió mucho de las dos primeras secciones, y solo la tercera sección logró algo. Con el apoyo de Varvara Stepánova y Aleksandr Ródchenko, esta sección tuvo 33 reuniones entre mayo y diciembre de 1920. De hecho, esta sección terminó tratando una amplia variedad de temas, desde canciones populares, arte infantil, faktura, lubkí, escultura y danza africanas, así como el tipo de estudio de los elementos fundamentales asignados originalmente a la primera sección.: 29 
Aunque Kandinski adoptó lo que aparentemente parecían ser métodos científicos para determinar la naturaleza de estos elementos, por ejemplo mediante encuestas circulantes, la forma en que se diseñaron esas encuestas parecía indicar que su enfoque estaba más predeterminado por sus teorías estéticas —tales como la centralidad de los artistas, «necesidad interior»— que por un enfoque más objetivo. Así, sus colegas empezaron a organizar una forma de resistir el subjetivismo de lo que se denominó «psicologismo de Kandinski».: 30 

### El Grupo de Trabajo de Análisis Objetivo
La crítica de Kandinski fue iniciada por el historiador del arte Nikolái Punin, quien se quejó de que su arte era accidental e individualista. Esto animó a Stepánova, Ródchenko, Liubov Popova y Varvara Búbnova a formar el Grupo de Trabajo de Análisis Objetivo en noviembre de 1920.
Kandinski dejó la URSS en 1922 para unirse al movimiento Bauhaus en Weimar, luego de desacuerdos sobre el programa del INJUK. En noviembre del mismo año, veinticinco artistas liderados por Ósip Brik se comprometieron públicamente a poner su arte al servicio de la producción, principalmente de dos formas: el diseño gráfico de carteles y montajes fotográficos, y el de objetos de uso cotidiano, como muebles o vestimentas.